# Radicaal 4
Van de in totaal 214 Kangxi-radicalen heeft radicaal 4 de betekenis schuine streep. Het is een van de zes radicalen die bestaan uit één streep.
In het Kangxi-woordenboek zijn er 33 karakters die dit radicaal gebruiken.
Radicaal 4, ook wel bekend als 撇 Piě (Nederlands: schuine streep), is een van de acht principes van het karakter 永 (永字八法 Yǒngzì Bāfǎ) die de basis vormen van de Chinese kalligrafie.

## Karakters met het radicaal 4
| Strepen | Karakter                |
| ------- | ----------------------- |
| + 0     | 丿 乀 乁                |
| + 1     | 乂 乃 乄                |
| + 2     | 久 乆 乇 么 义 乊 之 乡 |
| + 3     | 乌 乏                   |
| + 4     | 乍 乎 乐                |
| + 5     | 丢 乑 乒 乓 乔          |
| + 6     | 乕                      |
| + 7     | 乖                      |
| + 8     | 乗                      |
| + 9     | 乘                      |

Klein zegelkarakter